# Regioni del Niger

Regioni del Niger

Le regioni del Niger sono la suddivisione territoriale di primo livello del Paese e sono pari a 7; ad esse è equiordinata la capitale, Niamey. Ciascuna regione si suddivide ulteriormente in dipartimenti.
Prima del programma di decentramento, avvenuto tra il 1999 e il 2006, le regioni erano note con la denominazione di dipartimenti, mentre gli attuali dipartimenti erano noti come distretti. Quando fu creata l'organizzazione dipartimentale, 17 luglio 1964, il Niger contava 7 dipartimenti (compreso il dipartimento della capitale), divenuti 8 nel 1992, quando fu creato il dipartimento di Tillabéry.

## Lista
| Localizzazione | Regione              | Capoluogo | Popolazione (2012) | Superficie (Km²) |
| -------------- | -------------------- | --------- | ------------------ | ---------------- |
|                | Regione di Agadez    | Agadez    | 487 620            | 667 799          |
|                | Regione di Diffa     | Diffa     | 593 821            | 156 906          |
|                | Regione di Dosso     | Dosso     | 2 037 713          | 33 844           |
|                | Regione di Maradi    | Maradi    | 3 402 094          | 41 796           |
|                | Niamey               | -         | 1 026 848          | 402              |
|                | Regione di Tahoua    | Tahoua    | 3 328 365          | 113 371          |
|                | Regione di Tillabéri | Tillabéri | 2 722 482          | 97 251           |
|                | Regione di Zinder    | Zinder    | 3 539 764          | 155 778          |